# اسکندر میرزا
اسکندر میرزا شاهزاده قاجار و پسر ششم عباس میرزا بود.
در ۵ رجب ۱۲۲۶ به دنیا آمد. در سال ۱۲۶۴ هـ. ق که شهر تبریز دچار طاعون شده بود، او تنها فرزند عباس میرزا بود که نترسید و در شهر ماند تا نظم شهر را حفظ کند و به همین جهت مورد توجه فراوان پدر قرار گرفت و پس از مرگ عباس میرزا، وی از طرف محمد میرزا (بعداً محمدشاه قاجار) به حکومت خوی و سلماس رسید. اما پس از به سلطنت رسیدن محمدشاه، در خانه خویش در تبریز انزوا اختیار کرد. در زمان سلطنت ناصرالدین شاه وی به صوابدید میرزا تقی خان امیرکبیر حاکم قزوین شد. اما میرزا آقاخان نوری پس از رسیدن به صدارت بلافاصله او را عزل کرد. اسکندر میرزا پس از آن شغل دولتی نپذیرفت و به تبریز بازگشت و در ۲۲ ذی‌الحجه ۱۲۷۳  در آن شهر درگذشت.
او مردی درس خوانده بود و فرزندان خویش را نیز تحصیل کرده و دانش دوست تربیت کرد. از جمله پسرانش محمدطاهر میرزا معلم فرانسه مظفرالدین شاه قاجار و مترجم رمان‌های کنت مونت کریستو و سه تفنگدار بود.

## فرزندان
اسکندر میرزا از یک همسر صاحب پنج فرزند بود:
| ردیف | نام            | تولد/وفات         | یادداشت‌ها                                       |
| ---- | -------------- | ----------------- | ----------------------------------------------- |
| ۱    | محمدطاهر میرزا | (۲۱ شوال ۱۲۵۰- ؟) |                                                 |
| ۲    | کامران میرزا   | (۱۲۵۳-؟)          |                                                 |
| ۳    | علی‌بخش میرزا   | (۱۲۵۴-؟)          |                                                 |
| ۴    | مرتضی میرزا    | (۲۴ رجب ۱۲۵۷-؟)   | کتابدارباشی مظفرالدین‌شاه قاجار در دوران ولیعهدی |
| ۵    | یعقوب میرزا    | (۲۷ رجب ۱۲۵۳-؟)   | عکاس‌باشی مظفرالدین‌شاه قاجار در دوران ولیعهدی    |